# .pw
.pw és el domini de primer nivell territorial (ccTLD) de la República de Palau. Es va delegar al país el 1997. Des de llavors s'ha tornat a delegar unes quantes vegades, l'última de les quals a Directi, un grup d'empreses que operen registres i altres serveis d'Internet, que promocionen el domini com el Web Professional. Des del 25 de març de 2013, els dominis .pw estan disponibles per a tothom en general.
El 10 de juny de 2013, el registre va anunciar que havien superat els 250.000 registres.